# Усть-Чуласа
Усть-Чуласа (рос. Усть-Чуласа) — селище в Лешуконському районі Архангельської області Російської Федерації.
Населення становить 172 особи. Входить до складу муніципального утворення Олемське муніципальне утворення.

## Історія
Від 1937 року належить до Архангельської області.
Від 2004 року належить до муніципального утворення Олемське муніципальне утворення.

## Населення
| 2002 | 2010 | 2012 |
| ---- | ---- | ---- |
| 302  | ↘168 | ↗172 |